# Mściel natrawny
Mściel natrawny (Stenodema laevigata) – gatunek pluskwiaka z podrzędu różnoskrzydłych i rodziny tasznikowatych.

## Taksonomia
Gatunek ten opisany został po raz pierwszy w 1758 roku przez Karola Linneusza jako Cimex laevigata.

## Wygląd
Pluskwiak o wydłużonym, delikatnie zbudowanym ciele zmiennej barwy: od zielonej przez żółtawą i słomkową po ciemnobrązową. Jego ubarwienie, co charakterystyczne dla rodzaju Stenodema, jest uzależnione od dominującego koloru środowiska, w którym dany osobnik żyje. Samce osiągają od 7,8 do 8,5 mm, a samice od 8,5 do 9,1 mm długości ciała. Nie krótszą niż szeroką głowę cechuje niewydłużone ku przodowi i niewystające poza tylus czoło, podłużne wcięcie pośrodku ciemienia, przylegające do obrączki apikalnej oczy i półtora raza dłuższy od szerokości przedplecza drugi człon czułków. Powierzchnia przedplecza jest grubo i gęsto punktowana. Punktowanie obecne jest również na tarczce. Półpokrywy mają zakrywkę z dwoma dobrze widocznymi komórkami w użyłkowaniu. Odnóża mają stopy o pierwszym członie nieco krótszym niż dwa następne razem wzięte. Tylną parę odnóży cechuje brak ostróg na udach, natomiast obecne są na ich spodniej stronie wcięcia w pobliżu wierzchołka.

## Biologia i występowanie
Tasznikowaty ten jest fitofagiem, żerującym na różnych trawach. Pożywia się głównie na kwiatostanach, gdzie przekłuwa zalążnie i niedojrzałe owoce, często prowadząc do zniszczenia bielma. Dostępność rozwijających się kwiatów i nasion jest niezbędna dla ukończenia jego cyklu rozwojowego. Stadium zimującym są owady dorosłe. Zimowiska opuszczają wiosną, a dorosłe nowego pokolenia pojawiają się od lipca. Larwy spotyka się od maja do lipca.
Pluskwiak ten występuje w niemal całej Europie, aż po Afrykę Północną. Jego obszar występowania rozciąga się także na wschodzie – po Azję Mniejszą i Kaukaz, i dalej do północnych Chin. Zasiedla różne biotopy. Żyje zarówno na otwartym terenie, jak również i w cienistych miejscach oraz w lasach liściastych i iglastych.
W Polsce gatunek spotykany w całym kraju, ale rzadszy od Stenodema calcarata.

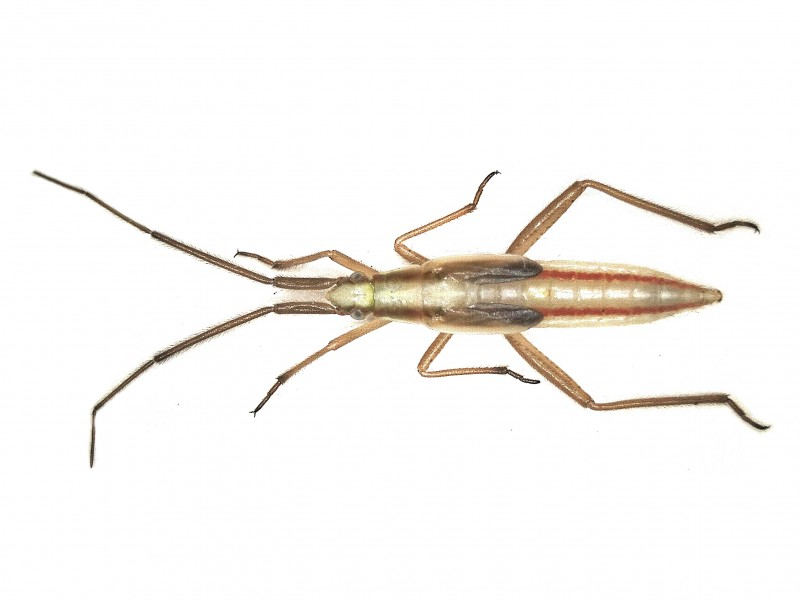
Słomkowej barwy larwa
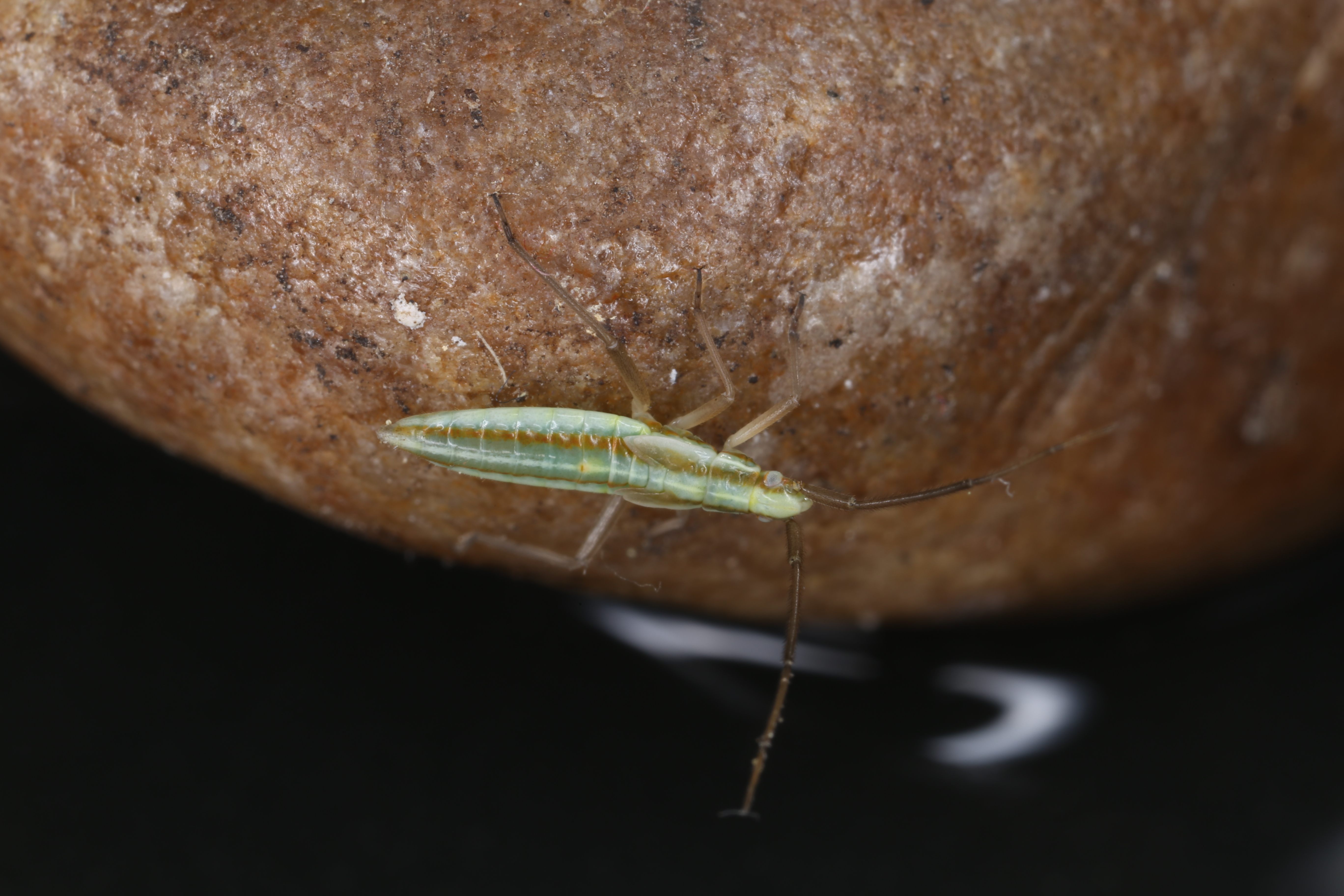
Larwa barwy zielonkawej
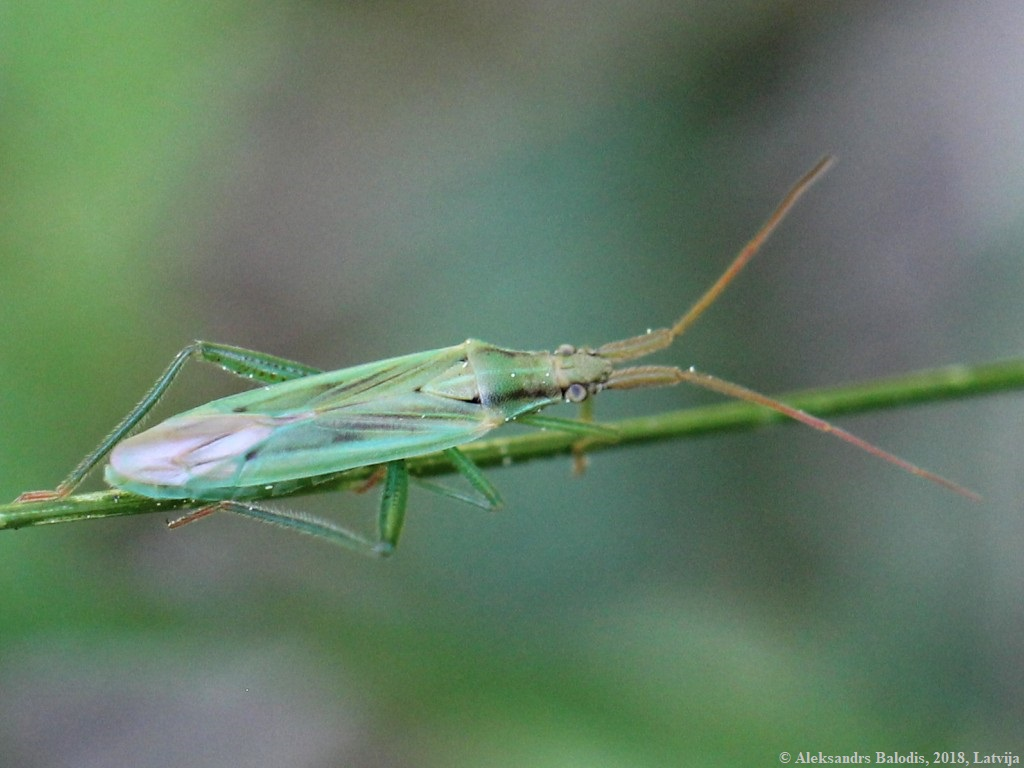
Zielono ubarwione imago
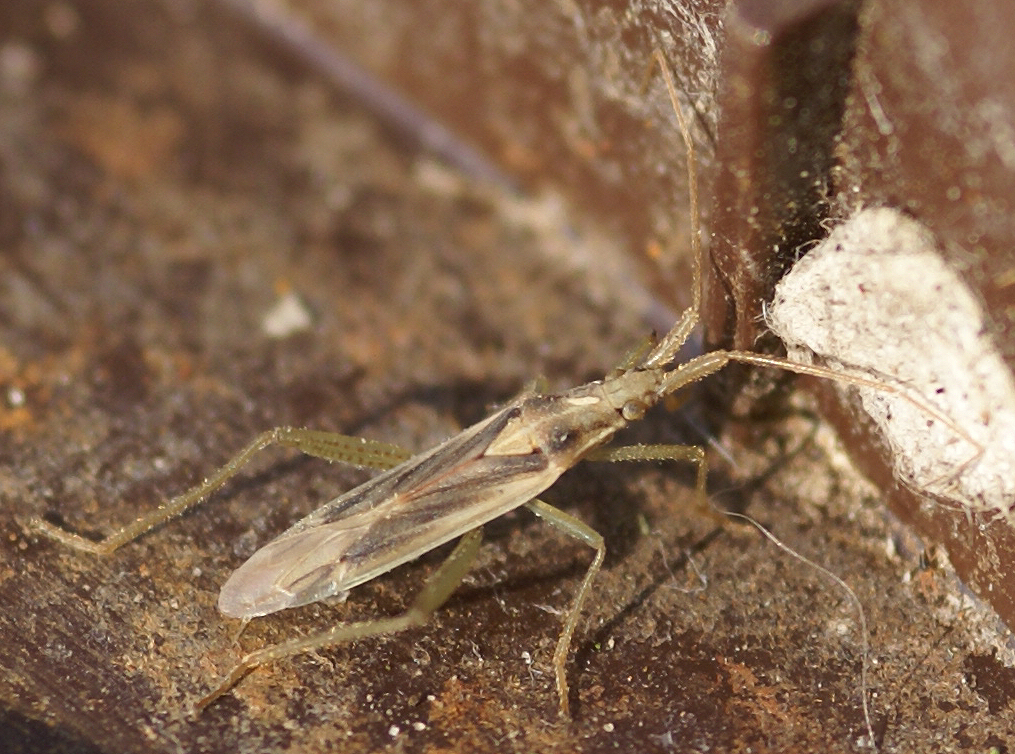
Brązowo ubarwione imago